# Caso Giuffrè

Giovanni Battista Giuffrè

Il caso Giuffrè fu uno scandalo finanziario scoppiato in Italia nel 1958.

## Storia
All'inizio degli anni Cinquanta del XX secolo Giovanni Battista Giuffrè, ex impiegato in una banca di Imola, aveva iniziato a occuparsi, per conto di enti ecclesiastici, della ricostruzione di chiese o conventi danneggiati dalla seconda guerra mondiale. L'ex cassiere cominciò ad amministrare denaro per conto di parrocchie, istituti religiosi, ma anche privati cittadini in Romagna, promettendo tassi di interesse altissimi, che oscillavano dal 70% al 100%.
Presentando come garanzia di affidabilità le sue amicizie con gli ambienti religiosi (per questo fu poi soprannominato "il banchiere di Dio") e contando su alcune connivenze negli ambienti politici e nel sistema bancario, Giuffrè riuscì inizialmente a rastrellare ingenti somme di denaro. L'ex impiegato rimborsava effettivamente gli altissimi tassi di interesse, contribuendo in tal modo a pubblicizzare e rendere molto appetibile la sua raccolta, che così si estese rapidamente anche in altre regioni.
In realtà Giuffrè non investiva il denaro raccolto in attività finanziarie, ma si limitava a rimborsare gli alti tassi di interesse semplicemente utilizzando il denaro raccolto successivamente presso altri risparmiatori, secondo il classico meccanismo dello "Schema di Ponzi". Quando un certo numero di risparmiatori, sospettando la truffa, iniziarono a chiedere il rimborso e Giuffrè non fu in grado di rimborsarli, gli ultimi entrati nella raccolta persero il loro denaro e la truffa fu scoperta. Nel marzo 1957 Giuffrè fu interrogato dalla Guardia di Finanza.
La sua attività continuò fino all'agosto dell'anno seguente, quando scoppiò il caso. Tra i più colpiti ci furono i francescani dell'Ordine dei Frati Minori, che persero una cifra enorme. Mentre chi ne profittò furono i frati Cappuccini, i primi ad essere contattati da Giuffrè e a fare i primi versamenti per poi averne subito enormi profitti. Essi fecero propaganda tra gli altri Ordini maschili e femminili. I Frati Minori furono gli ultimi a versare i loro risparmi, anzi chiesero prestiti anche alle banche e a parenti privati, prestiti che poi non poterono restituire. Per anni e anni rimasero indebitati. Papa Giovanni XXIII poi creò una commissione cardinalizia perché si occupasse della vicenda, per tentare di mitigare in qualche modo lo scandalo. Si trattò di un caso che, all'epoca, suscitò notevole clamore, scosse l'opinione pubblica e provocò anche un terremoto politico. Nel processo che ne seguì, infatti, furono chiamati in causa il ministro delle Finanze Luigi Preti e il suo predecessore Giulio Andreotti; si istituì anche una commissione parlamentare d'inchiesta.
In definitiva il clamore del caso Giuffrè contribuì a far introdurre in Italia, negli anni seguenti, una più severa normativa sulla raccolta di risparmio, che, a partire dagli anni sessanta infatti, non fu più concessa a soggetti non autorizzati dalla Banca d'Italia e dagli organi istituzionali di controllo del sistema bancario.